# 벨기에 공주 스테파니
벨기에 공주 스테파니(프랑스어: Stéphanie de Belgique, 독일어: Stephanie von Belgien, 1864년 5월 21일 ~ 1945년 8월 2일)는 레오폴 2세와 그의 아내 오스트리아의 마리 앙리에트 사이에서 태어난 딸로, 오스트리아 황태자 루돌프와 결혼하여 오스트리아의 황태자비가 되었다.

## 생애
스테파니는 1880년 3월 7일 프란츠 요제프 1세의 아들이자 오스트리아 황태자인 루돌프와 약혼했고 이듬해인 1881년 5월 10일 결혼했다. 시어머니인 엘리자베트 황후는 동서인 벨기에 공주 샤를로테와 사이가 좋지 않았고, 그 조카딸인 스테파니도 싫어했다.

### 재혼
루돌프가 마리 폰 베체라와 동반자살한 후, 과부가 된 그녀는 바사로스나메니와 나기로니야의 백작이던 엘레머 로니아이와 재혼했다. 스테파니의 아버지 레오폴 2세는 이 결혼을 크게 꾸짖었고, 시아버지 프란츠 요제프 1세도 낮은 신분의 남자와 재혼했다며, 루돌프 황태자와 결혼하면서 얻은 오스트리아 대공비, 헝가리 왕자비등의 작위를 박탈시켰으며, 합스부르크 가문에서 제적해버렸다. 그러나 그의 뒤를 이어 제위에 오른 카를 1세는 둘의 결혼을 인정하면서, 나기로니야를 후작령으로 승격시켜주었고 그녀 역시 후작 부인으로 승격되었다.

## 참고 문헌
- de Belgique, Louise (1921). 《Autour des trônes que j'ai vu tomber》 (프랑스어). Paris: Albin Michel. ISBN 978-2-87106-192-2.
- de Belgique, Stéphanie (2003). 《Je devais être impératrice: Mémoires des filles de Léopold II》. 《Histoire》 (프랑스어) (Brussels: Le Cri – Preface by Georges-Henri Dumont). ISBN 978-2-87106-324-7.
- de Windisch-Graetz, Ghislaine (1990). 《L'archiduchesse rouge: La vie d'Élisabeth-Marie, orpheline de Mayerling 1883-1963》. 《Document Duculot》 (프랑스어) (Paris: Duculot). ISBN 978-2-8011-0881-9.
- Defrance, Olivier (2001). 《Louise de Saxe-Cobourg: Amours, argent, procès》 (프랑스어). Brussels: Racine. ISBN 978-2-87386-230-5.
- de Golesco, Hélène; de Weisme, Augustine (1944). 《Marie-Henriette, reine des Belges》 (프랑스어). Brussels: La Renaissance du livre.
- Enache, Nicolas (1999). 《La descendance de Marie-Thérèse de Habsburg》 (프랑스어). Paris: Éditions L'intermédiaire des chercheurs et curieux. ISBN 978-2-908003-04-8.
- Kerckvoorde, Mia (2001). 《Marie-Henriette: une amazone face à un géant》. 《Les racines de l’histoire》 (프랑스어). 번역 Marie Hooghe (Brussels: Racine). ISBN 2-87386-261-0.
- Schiel, Irmgard (1980). 《Stéphanie princesse héritière dans l'ombre de Mayerling》. 《Les évadés de l'oubli》 (프랑스어). 번역 Dominique Mols (Gembloux: Duculot). ISBN 978-3-421-01867-0.